# الجوخدار
الجوخدار هي قرية من قرى الجولان في سوريا وتقع بالقرب من تل الجوخدار.
تتبع منطقة فيق كان سكانها 578 ن وترتفع 635 م، تقع فوق تلة صغيرة في منطقة بركانية وعرة، جنوب تل الفرس ب4.5 كم تزودها مسيلات تنحدر جنوباً باتجاه وادي طعيم منها : مسيل الجوخدار، ومسيل البصّة، ومسيل مشيط، وهي إلى الشمال الشرقي من مدينة فيق على بعد 24 كم، إعمارها جيد لوجود خان قديم فيها مازالت آثاره باقية، وكذلك بقايا أقنية تعود إلى العهد الروماني، عرفت بزراعة الحبوب والبقول بعلاً، وبزراعة الخضار والأرز ريّاً من مياه الينابيع، كما اشتهرت بتربية الماشية والخيول العربية الأصيلة. تعد الينابيع المحلية : عين أم الشراشيح وعين البجة.